# Senad Tiganj
Senad Tiganj est un footballeur international slovène né le 28 août 1975 à Ljubljana. Il évolue au poste d'attaquant.

## Biographie
International, il reçoit 4 sélections en équipe de Slovénie de 2001 à 2002. Il fait partie de l'équipe slovène lors de la Coupe du monde 2002.